# Todd Fedoruk
Todd Fedoruk (Alberta, Red Water, 1979. február 13. –) kanadai profi jégkorongozó.

## Karrier
Komolyabb junior karrierjét a WHL-es Kelowna Rocketsben kezdte 1995–1996-ban. az 1997–1998-as szezon közben átkerült a Regina Patshez, ahol az utolsó junior évét töltötte. Már ekkor megmutatkozott, hogy a rombolás az erőssége. Az első hét profi idényét a Philadelphia Flyers-ben töltötte miután a csapat az 1997-es NHL-draft a 164. helyen kiválasztotta őt. Első mérkőzését a 2000–2001-es NHL-szezonban játszotta és négy idény alatt összesen 220 mérkőzést játszott és minden idényben legalább 100 percnyi büntetést kapott. A 2004–2005-ös NHL-lockout során a Philadelphia Phantoms csapatát erősítette amellyel megnyerte a Calder-kupát. A lockout után a Mighty Ducks of Anaheimhez került egy második körös draftjogért (később ezen Pierre-Olivier Pelletiert draftolták). A 2005–2006-os NHL-szezonban minden egyéni legjobbját megdöntötte. 2006. november 13. a Phily visszaszerezte egy negyedik körös draftjogért. Mivel erőjátékot képvisel és sokszor verekedik ezért több sérülése is adódott ezekből. A Minnesota Wild játékosa Derek Boogaard egy verekedésben a 2006–2007-es NHL-szezon során súlyos sérülést okozott neki aminek következtében titán lemezeket kellett használni hogy helyrehozzák az arcát. A szezon vége felé 2007. március 21-én a New York Rangers játékos, Colton Orr szintén úgy megverte hogy Fedorukot hordágyon eszméletlenűl kellett levinni a jégről. 2007 nyarán a Dallas Stars megszerezte, mint szabadügynököt. és 11 mérkőzést játszott Dallasban. 2007. november 22-én a Minnesota Wild leigazolta, miután a Stars szabadlistára tette. a Wildban 58 mérkőzést játszott. 2008 nyarán a Phoenix Coyotes leigazolta mert a Wildnál szabadügynöki listára került. Phoenix-ben szinte az egész szezonban jégre léphetett. 2009. július 21-én a Tampa Bay Lightninghoz került David Hale-lel együtt Radim Vrbatáért cserébe. 2011. augusztus 4-én Vancouver Canucks próba szerződést kötött vele. A csapatba nem tudott bekerülni. Még a szezon előtt visszavonult. 2011- november 9-én kinevezték Flyers ECHL-es farmcsapatának a Trenton Titansnak lett a másodedzője.

## Karrier statisztika
| 1995–1996       | Kelowna Rockets         | WHL             | 44  | 1  | 1  | 2  | 83   | 4  | 0 | 0 | 0  | 6  |
| 1996–1997       | Kelowna Rockets         | WHL             | 31  | 1  | 5  | 6  | 87   | 6  | 0 | 0 | 0  | 13 |
| 1997–1998       | Kelowna Rockets         | WHL             | 31  | 3  | 5  | 8  | 120  | —  | — | — | —  | —  |
| 1997–1998       | Regina Pats             | WHL             | 21  | 4  | 3  | 7  | 80   | 9  | 1 | 2 | 3  | 23 |
| 1998–1999       | Regina Pats             | WHL             | 39  | 12 | 12 | 24 | 107  | —  | — | — | —  | —  |
| 1998–1999       | Prince Albert Raiders   | WHL             | 28  | 6  | 4  | 10 | 175  | 13 | 1 | 6 | 7  | 49 |
| 1999–2000       | Trenton Titans          | ECHL            | 18  | 2  | 5  | 7  | 118  | —  | — | — | —  | —  |
| 1999–2000       | Philadelphia Phantoms   | AHL             | 19  | 1  | 2  | 3  | 40   | 5  | 0 | 1 | 1  | 2  |
| 2000–2001       | Philadelphia Phantoms   | AHL             | 14  | 0  | 1  | 1  | 49   | —  | — | — | —  | —  |
| 2000–2001       | Philadelphia Flyers     | NHL             | 53  | 5  | 5  | 10 | 109  | 2  | 0 | 0 | 0  | 20 |
| 2001–2002       | Philadelphia Phantoms   | AHL             | 7   | 0  | 1  | 1  | 54   | —  | — | — | —  | —  |
| 2001–2002       | Philadelphia Flyers     | NHL             | 55  | 3  | 4  | 7  | 141  | 3  | 0 | 0 | 0  | 0  |
| 2002–2003       | Philadelphia Flyers     | NHL             | 63  | 1  | 5  | 6  | 105  | 1  | 0 | 0 | 0  | 0  |
| 2003–2004       | Philadelphia Flyers     | NHL             | 49  | 1  | 4  | 5  | 136  | 1  | 0 | 0 | 0  | 2  |
| 2003–2004       | Philadelphia Phantoms   | AHL             | 2   | 0  | 2  | 2  | 2    | —  | — | — | —  | —  |
| 2004–2005       | Philadelphia Phantoms   | AHL             | 42  | 4  | 12 | 16 | 142  | 16 | 2 | 2 | 4  | 33 |
| 2005–2006       | Mighty Ducks of Anaheim | NHL             | 76  | 4  | 19 | 23 | 174  | 12 | 0 | 0 | 0  | 16 |
| 2006–2007       | Anaheim Ducks           | NHL             | 10  | 0  | 3  | 3  | 36   | —  | — | — | —  | —  |
| 2006–2007       | Philadelphia Flyers     | NHL             | 48  | 3  | 8  | 11 | 84   | —  | — | — | —  | —  |
| 2007–2008       | Dallas Stars            | NHL             | 11  | 0  | 2  | 2  | 33   | —  | — | — | —  | —  |
| 2007–2008       | Minnesota Wild          | NHL             | 58  | 6  | 5  | 11 | 106  | 6  | 1 | 1 | 2  | 16 |
| 2008–2009       | Phoenix Coyotes         | NHL             | 72  | 6  | 7  | 13 | 72   | —  | — | — | —  | —  |
| 2009–2010       | Tampa Bay Lightning     | NHL             | 50  | 3  | 3  | 6  | 54   | —  | — | — | —  | —  |
| NHL Összesített | NHL Összesített         | NHL Összesített | 545 | 32 | 65 | 97 | 1050 | 25 | 1 | 1 | 2  | 54 |
| NHL Összesített | NHL Összesített         | NHL Összesített | 84  | 5  | 18 | 23 | 287  | 18 | 2 | 3 | 5  | 35 |
| WHL Összesített | WHL Összesített         | WHL Összesített | 194 | 27 | 29 | 56 | 642  | 32 | 2 | 8 | 10 | 91 |

## Díjai
- Calder-kupa (AHL bajnok): 2005

## Külső hivatkozások
- Életrajz
- Statisztika
- Adatok
- Videók